# Amerila hainana
Amerila hainana är en fjärilsart som beskrevs av Rothschild 1910. Amerila hainana ingår i släktet Amerila och familjen björnspinnare. Inga underarter finns listade i Catalogue of Life.